# Aurel Moga

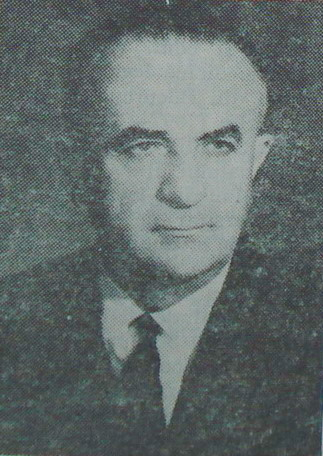
Aurel Moga

Aurel Moga (* 1. November 1903 in Veștem, Șelimbăr, Kreis Sibiu; † 19. August 1977 in Bukarest) war ein Arzt, Hochschullehrer und Politiker der Rumänischen Kommunistischen Partei PCR (Partidul Comunist Român), der unter anderem zwischen 1966 und 1967 Minister für Gesundheit und soziale Versorgung sowie von 1967 bis 1969 Gesundheitsminister war.

## Leben

### Mediziner, Hochschullehrer und Mitglied der Großen Nationalversammlung
Aurel Moga begann nach dem Besuch des Gymnasiums in Sibiu 1921 ein Studium der Medizin an der Medizinischen Fakultät des Medizinischen und Pharmazeutischen Instituts Cluj, das er 1926 abschloss. 1926 begann er seine  berufliche Laufbahn als Präparator an der Medizinischen Klinik II in Cluj, an der er nach Abschluss seiner Promotion zum Doktor der Medizin 1927 Wissenschaftlicher Assistent wurde. Diese Funktion nahm er auch wieder ein, nachdem er zwischen 1929 und 1930 Fortbildungen im Bereich Kardiologie in Wien und Paris absolviert hatte. 1939 wurde er Lektor (Șef de lucrări) sowie daraufhin 1940 außerordentlicher Professor (Conferențiar universitar) an der Medizinischen Klinik II. 1948 übernahm er die Professur für Kardiologie am Medizinischen und Pharmazeutischen Institut Cluj und lehrte dort bis 1966. Zugleich war er zwischen 1950 und 1966 Rektor des Medizinischen und Pharmazeutischen Instituts Cluj. Am 2. Juli 1955 wurde er Mitglied der Rumänischen Akademie (Academia Română).
1965 wurde er außerdem Mitglied der Großen Nationalversammlung (Marea Adunare Națională) und vertrat dort bis 1969 zunächst den Wahlkreis Nr. 12 Câmpeni sowie daraufhin von 1969 bis 1975 den Wahlkreis Nr. 5 Abrud. 1966 übernahm er die Professur für Kardiologie am Medizinischen und Pharmazeutischen Institut „Carol Davila“ und lehrte dort bis zu seiner Emeritierung 1973. Daneben bekleidete er zwischen 1966 und 1974 das Amt des Präsidenten der Abteilung für Medizinische Wissenschaften der Rumänischen Akademie und war zudem Mitglied des Präsidiums der Akademie.

### Minister und Präsident der Rumänischen Akademie der Medizinischen Wissenschaften
Am 1. September 1966 übernahm Moga als Nachfolger von Voinea Marinescu im dritten Kabinett Maurer den Posten als Minister für Gesundheit und soziale Versorgung (Ministrul sănătății și prevederilor sociale) und behielt dieses Amt bis zum 9. Dezember 1967. Im darauf folgenden vierten Kabinett Maurer wurde er am 9. Dezember 1967 Gesundheitsminister (Ministrul sănătății) und hatte dieses Amt auch im fünften Kabinett Maurer vom 13. März bis zum 5. Juli 1969 inne, woraufhin Dan Enăchescu seine Nachfolge antrat. Nach seinem Ausscheiden aus der Regierung wurde er im Juli 1969 Präsident der Rumänischen Akademie der Medizinischen Wissenschaften (Academia de Științe Medicale) und hatte dieses Amt bis zu seinem Tode am 19. August 1977 inne. Auf dem Zehnten Parteitag der PCR (6. bis 12. August 1969) wurde er Kandidat des Zentralkomitees (ZK) der PCR und behielt diese Funktion bis zum 28. November 1974.
Moga war zudem Mitglied der Internationale Gesellschaft für Kardiologie, der Moskauer Therapeutischen Vereinigung, der Medizinischen Gesellschaft „Jan Evangelista Purkyně“ zu Prag sowie von 1971 bis 1974 Mitglied des Beratenden Ausschusses für medizinische wissenschaftliche Forschung der Weltgesundheitsorganisation. Für seine Verdienste erhielt er 1959 den Orden der Arbeit Erster Klasse (Ordinul Muncii), 1963 den Titel „Om de știință emerit“ sowie 1970 den Orden für medizinische Verdienste Erster Klasse (Ordinul Meritul Sanitar).

## Veröffentlichungen
- Profilaxia și tratamentul medical al reumatismului, 1957
- Ateroscleroza, 1963
- Hipertensiunea arterială și ateroscleroza, 1970
- Cardiopatiile cronice majore, 1974

## Hintergrundliteratur
- Emanuela Moga: Memorii din penumbră, Bukarest 1984